# Мілет (син Аполлона)
Міле́т (грец. Μίλητος) — в грецькій міфології — критянин, син Аполлона і Акалли, батько Кавна та Бібліди.
Юна Акалла завагітніла від Аполлона. У страху перед своїм батьком Акалла сховала немовля в лісі, де його вигодувала вовчиця і виховали пастухи. Мілета, що відрізнявся красою, любили Сарпедон, Мінос і Радаманф, проте Мілет надав перевагу Сарпедонові, за що Мінос вигнав їх обох з Криту.
Мілет утік від Міноса й заснував оселю на узбережжі Карії. Карійська царівна Ейдофея народила Мілету сина Кавна і дочку Бібліду.
Епонім однойменного міста у Малій Азії.